# Wellens-Syndrom

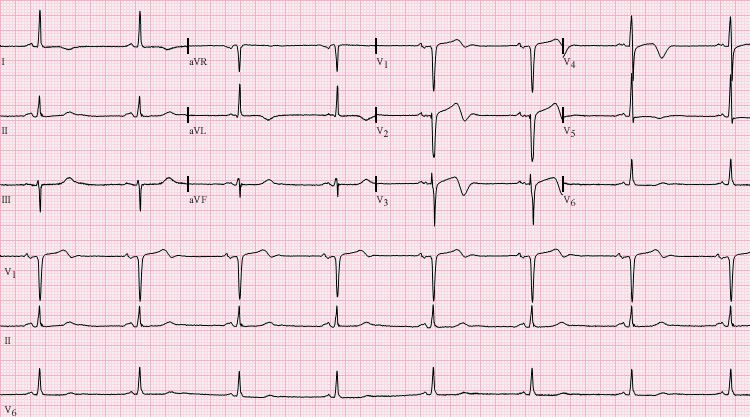
EKG eines 69-jährigen Mannes mit Wellens-Syndrom und biphasischen T-Wellen in den Brustwandableitungen V1-V4

Das Wellens-Syndrom ist ein Vor-Herzinfarkt-Stadium einer koronaren Herzkrankheit mit einer besonderen, pathologischen Form des Elektrokardiogramms mit biphasischen oder invertierten, also stark negativen T-Wellen in den Brustwandableitungen V2, V3 und V4, die normalerweise positiv sind (auch "anteriores absteigendes T-Wellen-Syndrom" genannt – englisch anterior descending T-wave syndrome). Diese EKG-Form ist bei entsprechendem klinischen Kontext hochspezifisch für eine Koronare Herzkrankheit mit einer kritischen Stenose des Ramus interventricularis anterior (RIVA, englisch left anterior descending, "LAD"), einem der beiden Hauptäste der linken Koronararterie, der bis zur Herzspitze absteigt. Es besteht eine große Gefahr eines akuten Vorderwandinfarktes.
Der niederländische Kardiologe Hendrik J. J. Wellens (1935–2020) gilt als einer der Begründer der modernen Elektrophysiologie des Herzens und beschrieb diese EKG-Form 1982 erstmals.

## Symptomatik und Diagnostik
Bei einem Wellens-Syndrom liegen oft klinische Zeichen einer Angina pectoris mit Brustschmerzen, Brustenge, Unwohlsein und Atemnot vor, die vor allem bei Belastung, etwa beim Sport auftreten. Die Schmerzen können auch in den Nacken, Unterkiefer oder Arm ausstrahlen, und in Ruhe oft wieder abklingen. Bei der Vorstellung in der Notaufnahme sind die meisten Patienten asymptomatisch und schmerzfrei.
Oft zeigen die Patienten nur leichte Symptome mit Erschöpfung, Kurzatmigkeit und Unwohlsein, und die ärztliche Untersuchung ist unauffällig.
Bei einer Blutabnahme zeigen sich oft normale oder nur gering erhöhte Herzenzym-Werte und auch das Troponin kann normal oder nur leicht positiv ausfallen.
Studien zeigten ein Wellens-Syndrom bei 14–18 % der Patienten, die sich in der Notfallaufnahme eines Krankenhauses mit einer instabilen Angina vorstellten. In der Erstbeschreibung entwickelten 75 % der Patienten mit Wellens-Syndrom innerhalb von Wochen einen Herzinfarkt.

## Elektrokardiogramm
Entscheiden für die Diagnostik ist das Elektrokardiogramm, das die typischen T-Wellen-Veränderungen in den Brustwandableitungen V2 und V3, teils auch V1 und V4 zeigt. Wellens hat zwei Formen unterschieden: In seiner Studie zeigte sich in 25 % eine biphasische, erst positive, dann negative T-Welle ("Typ A") und in 75 % eine symmetrische tief negative T-Welle ("Typ B"). Vermutlich gibt es aber fließende Übergänge und der "Typ A" stellt ein weniger starkes Vorstadium dar. Es kann manchmal auch eine Veränderung der T-Wellen-Form über die Zeit beobachtet werden, bei der sich in Ruhe die Negativität der T-Welle zurückbildet oder sie biphasisch wird.
Negative T-Wellen in den Brustwandableitungen, auch englisch anterior T-wave inversion genannt, können auch bei Patienten mit einem Schädelhirntrauma auftreten (als "zerebrale T-Wellen"), ebenso bei Linksventrikulärer Hypertrophie, einer Hypertrophen Kardiomyopathie oder einer Lungenembolie. Sie lassen sich aber dann aber anhand anderer EKG-Veränderungen abgrenzen.
Allerdings gibt es EKG-Veränderungen, die dem Wellens-Syndrom, das hochspezifisch für eine kritische Stenose des RIVA (LAD) ist, ähneln, und daher auch als "Pseudo-Wellens-Syndrom" bezeichnet werden. Dies kann bei Kokain-Einnahme vorkommen und bildet sich dann nach metabolischem Abbau des Kokains zurück. Kokain kann koronare Vasospasmen auslösen, die die negativen T-Wellen erklären können. Ein Verdacht besteht besonders bei jungen Patienten ohne kardiale Risikofaktoren. Auch unter Marihuana-Gebrauch wurde ein Pseudo-Wellens-Syndrom beschrieben, ebenso bei einer Fehlanlage des Herzmuskels (Myokards) mit einer Brücke myokardialen Gewebes, unter der der RIVA (LAD) tunnelt, als englisch myocardial bridging, sowie selten bei der Takotsubo-Stress-Kardiomyopathie.

## Pathophysiologie
Risikofaktoren für ein Wellens-Syndrom sind dieselben wie für ein Akutes Koronarsyndrom, einen Herzinfarkt oder eine koronare Herzerkrankung. Rauchen, Bluthochdruck, erhöhte Cholesterinwerte und Diabetes sind die hauptsächlichen Ursachen aller Herz-Kreislauf-Erkrankung.
Die genaue Ursache für die negativen T-Wellen ist nicht bekannt. Jedoch wird davon ausgegangen, dass es zu einer signifikanten Stenose des RIVA (LAD) durch Ablösung eines instabilen Plaques im Rahmen einer Atherosklerose kommt. Dies kann zu kardialen Gefäßspasmen führen, oder die Schmerzen entstehen durch ein transmurales Gewebeödem in Folge repetitiver Ischämie-Reperfusions-Ereignisse.

## Therapie

Video einer Koronarangiographie mit einer kritischen 95-%-Stenose des proximalen Abschnitts des RIVA (LAD) bei einem Patienten mit Wellens-Syndrom links und bei demselben Patienten nach Reperfusion rechts

Das Wellens-Syndrom ist ein Vorstadium eines Vorderwandinfarktes, der oft zu großflächigen Ischämien des linken Herzventrikels und oft zum Tod führen kann – weshalb er im Englischen als ""widow maker"" ("Witwenmacher") bezeichnet wird. Daher muss auch bei asymptomatischen Patienten mit Wellens-Syndrom umgehend eine stationäre Aufnahme mit Monitoring sowie zeitnah eine Koronarangiographie erfolgen, bei der in der Regel eine Angioplastie erfolgt, und ein Stent in die Stenosezone des RIVA (LAD) eingesetzt wird.
Die Nachbehandlung nach Stenteinlage und die Behandlung der kardialen Risikofaktoren unterscheidet sich nicht von der allgemeinen Behandlung der koronaren Herzerkrankung und den allgemeinen Nachsorge-Richtlinien. Es erfolgt in der Regel eine Therapie mit einer doppelten Antiaggregationstherapie (DOAG) mit Aspirin und einem Thrombozytenaggregationshemmer wie Ticagrelor oder Clopidogrel entsprechend den allgemeinen Empfehlungen nach Stenteinlage.